# Internationaux de Strasbourg 2025 - Doppio
Il doppio femminile del torneo di tennis professionistico Internationaux de Strasbourg 2025, facente parte della categoria WTA 500 nell'ambito del WTA Tour 2025, si è giocato dal 18 al 24 maggio 2025 a Strasburgo, in Francia.
In finale Tímea Babos e Luisa Stefani hanno sconfitto Guo Hanyu e Nicole Melichar-Martinez con il punteggio di 6-3, 6(4)-7, [10-7]. É il ventisettesimo titolo in carriera per Babos e l'undicesimo titolo in carriera per Stefani. Questo è il secondo titolo per la coppia e stagionale per entrambe.
Cristina Bucșa e Monica Niculescu erano le detentrici del titolo, ma Niculescu ha scelto di non prendere parte a questa edizione del torneo. Bucșa ha fatto coppia con Xu Yifan, ma sono state sconfitte nei quarti di finale da Gabriela Dabrowski e Erin Routliffe.

## Teste di serie
1. Gabriela Dabrowski /  Erin Routliffe (semifinale, ritirate)
2. Desirae Krawczyk /  Ellen Perez (primo turno)

1. Ljudmyla Kičenok /  Nadiia Kičenok (primo turno)
2. Jiang Xinyu /  Wu Fang-hsien (semifinale)

## Wildcard
1. Myrtille Georges /  Tatjana Maria (primo turno)

## Tabellone

### Legenda
| - Q = Qualificato - WC = Wild card - LL = Lucky loser | - ALT = Alternate - SE = Special Exempt - PR = Protected Ranking | - w/o = Walkover - r = Ritirato - d = Squalificato |

|  | Primo turno | Primo turno               | Primo turno             | Primo turno | Primo turno |  |  | Quarti di finale | Quarti di finale          | Quarti di finale          | Quarti di finale          | Quarti di finale          |                   |     | Semifinali | Semifinali                | Semifinali              | Semifinali                         | Semifinali |   |     | Finale | Finale | Finale | Finale | Finale |  |
|  |             |                           |                         |             |             |  |  |                  |                           |                           |                           |                           |                   |     |            |                           |                         |                                    |            |   |     |        |        |        |        |        |  |
|  | 1           | G Dabrowski E Routliffe   | G Dabrowski E Routliffe | 6           | 6           |  |  |                  |                           |                           |                           |                           |                   |     |            |                           |                         |                                    |            |   |     |        |        |        |        |        |  |
|  |             | Xin Wang S Zheng          | Xin Wang S Zheng        | 2           | 2           |  |  | 1                | G Dabrowski E Routliffe   | 6                         | 2                         | [10]                      |                   |     |            |                           |                         |                                    |            |   |     |        |        |        |        |        |  |
|  |             | B Krejčíková L Nosková    | B Krejčíková L Nosková  | 4           | 3           |  |  |                  | C Bucșa Y Xu              | 4                         | 6                         | [8]                       |                   |     |            |                           |                         |                                    |            |   |     |        |        |        |        |        |  |
|  |             | C Bucșa Y Xu              | C Bucșa Y Xu            | 6           | 6           |  |  |                  |                           |                           |                           |                           |                   |     | 1          | G Dabrowski E Routliffe   | G Dabrowski E Routliffe | G Dabrowski E Routliffe            |            |   |     |        |        |        |        |        |  |
|  | 3           | L Kičenok N Kičenok       | L Kičenok N Kičenok     | 3           | 1           |  |  |                  |                           |                           | T Babos L Stefani         | T Babos L Stefani         | T Babos L Stefani | w/o |            |                           |                         |                                    |            |   |     |        |        |        |        |        |  |
|  |             | M Bouzková A Panova       | M Bouzková A Panova     | 6           | 6           |  |  |                  | M Bouzková A Panova       | M Bouzková A Panova       | M Bouzková A Panova       |                           |                   |     |            |                           |                         |                                    |            |   |     |        |        |        |        |        |  |
|  |             | T Babos L Stefani         | T Babos L Stefani       | 6           | 6           |  |  |                  | T Babos L Stefani         | T Babos L Stefani         | T Babos L Stefani         | w/o                       |                   |     |            |                           |                         |                                    |            |   |     |        |        |        |        |        |  |
|  | WC          | M Georges T Maria         | M Georges T Maria       | 2           | 3           |  |  |                  |                           |                           |                           |                           |                   |     |            | Tímea Babos Luisa Stefani | 6                       | 64                                 | [10]       |   |     |        |        |        |        |        |  |
|  |             | C Dolehide F Stollár      | C Dolehide F Stollár    | 7           | 7           |  |  |                  |                           |                           |                           |                           |                   |     |            |                           |                         | Guo Hanyu Nicole Melichar-Martinez | 3          | 7 | [7] |        |        |        |        |        |  |
|  |             | T Mihalíková O Nicholls   | T Mihalíková O Nicholls | 6           | 65          |  |  |                  | C Dolehide F Stollár      | C Dolehide F Stollár      | 65                        | 4                         |                   |     |            |                           |                         |                                    |            |   |     |        |        |        |        |        |  |
|  |             | M Kessler R Zarazúa       | M Kessler R Zarazúa     | 3           | 3           |  |  | 4                | X Jiang F-h Wu            | X Jiang F-h Wu            | 7                         | 6                         |                   |     |            |                           |                         |                                    |            |   |     |        |        |        |        |        |  |
|  | 4           | X Jiang F-h Wu            | X Jiang F-h Wu          | 6           | 6           |  |  |                  |                           |                           |                           |                           |                   |     | 4          | X Jiang F-h Wu            | X Jiang F-h Wu          | 5                                  | 2          |   |     |        |        |        |        |        |  |
|  |             | M Katō A Sutjiadi         | 6                       | 4           | [8]         |  |  |                  |                           |                           | H Guo N Melichar-Martinez | H Guo N Melichar-Martinez | 7                 | 6   |            |                           |                         |                                    |            |   |     |        |        |        |        |        |  |
|  |             | H Guo N Melichar-Martinez | 3                       | 6           | [10]        |  |  |                  | H Guo N Melichar-Martinez | H Guo N Melichar-Martinez | 6                         | 6                         |                   |     |            |                           |                         |                                    |            |   |     |        |        |        |        |        |  |
|  |             | S Aoyama H-c Chan         | 2                       | 6           | [12]        |  |  |                  | S Aoyama H-c Chan         | S Aoyama H-c Chan         | 3                         | 2                         |                   |     |            |                           |                         |                                    |            |   |     |        |        |        |        |        |  |
|  | 2           | D Krawczyk E Perez        | 6                       | 4           | [10]        |  |  |                  |                           |                           |                           |                           |                   |     |            |                           |                         |                                    |            |   |     |        |        |        |        |        |  |